# Timocles (poeta còmic)
Timocles (Τιμοκλῆς) fou un poeta còmic grec de la comèdia mitjana.
Va viure en el temps en què les invasions de Filip II de Macedònia van restaurar l'esperit crític de la comèdia mitjana en el seu vigor, on es criticava lliurement el govern i es posava en ridícul personatges famosos, tal com s'havia fet a l'Antiga comèdia. Va florir a la meitat del segle iv aC fins després del 324 aC. Entre les seves obres s'esmenta Icarii. Pòl·lux erròniament el situa a la nova comèdia, potser per haver estat el darrer poeta de la comèdia mitjana exceptuats Xenarc i Teòfil.

## Obres
Les seves obres, reconstruïdes entre Suides i Ateneu de Naucratis, són:
- Αἰγύπτιοι ("Aigyptioi", Els egipcis)
- Βαλανεῖον ("Balaneion", El bany)
- Δακτύλιος ("Daktylios", L'anell)
- Δῆλος o Δήλιος ("Delos" o "Delios", Delos o L'home de Delos)
- δημοσάτυροι ("Demosatyroi", El sàtir del poble)
- Διονυσιάζουσαι ("Dionysiazousai", Les dones a les Dionisíaques)
- Διόνυσος ("Dionysos", Dionís)
- Δρακόντιον ("Drakontion", El dragonet, però també el nom d'una hetera)
- Ἐπιστολαί ("Epistolai", Les cartes)
- Ἐπιχαιρέκακος ("Epichairekakos", L'home malvat)
- Ἥρωες ("Heroes", Herois)
- ᾿ικάριοι σάτυροι ("Ikarioi sátyroi", Els sàtirs d'Icari)
- Καύνιοι ("Kaunioi", Els caunis)
- κένταυρος ἢ Δεξαμενός ("Kentauros e Dexamenos", El centaure o Dexamen)
- Κονίσαλος ("Konisalos", El núvol de pols)
- Λήθη ("Lethe", Lete)
- Μαραθώνιοι ("Marathonioi", Els habitants de Marató)
- Νέαιρα ("Neaira", Neaira, segons Suides el nom d'una cortesana)
- Ὀρεσταυτοκλείδης ("Orestautokleides", Orestes, segons Suides)
- Πολυπράγμων ("Polypragmon", El xafarder)
- Ποντικός ("Pontikos", El pòntic, o del Regne del Pont)
- Πορφύρα ("Porphyra", Porpra), que podria ser obra de Xenarc
- Πύκτης ("Pyktes", El púgil)
- {Σαπφώ ("Sappho", Safo)
- Συνέργοι ("Synergoi", Els col·laboradors), dubtosa
- Φιλοδικαστής ("Philodikastes", El que vol ser jutge)
- Ψευδολῃσταί ("Pseudoleistai", Els falsos lladres)